# Spray (település)
Spray az Amerikai Egyesült Államok északnyugati részén, Oregon állam Wheeler megyéjében, a John Day folyó mentén, a 19-es és 207-es utak találkozásától 4,8 km-re nyugatra, Fossiltól a 19-es út mentén 48 km-re délkeletre, Heppnertől pedig a 207-es út mentén 89 km-re délre helyezkedik el. A 2010. évi népszámláláskor 473 lakosa volt. A város területe 2,05 km², melynek 100%-a szárazföld.
A helyiség oktatási intézménye az óvodától 12. osztályig diákokat fogadó Spray School, amely a Sprayi Iskolakerület alá tartozik.

## Történet
A helyiség nevét az alapító John Fremont Sprayről és feleségéről, Mary E. Sprayről kapta. A postahivatalt 1900-ban alapították; ugyanebben az évben John Fremont Spray személykompot indított a John Day-folyón, valamint segítette a helyi iskola és az első bolt felépülését.
Wheeler megye 1899-es megalakulása után az állami törvényhozás Fossilt választotta ideiglenes megyeszékhelyül, majd 1900-ban népszavazást tartottak a végleges helyszín megválasztásához; a voksoláson Fossil 436, Twickenham 267, Spray pedig 82 szavazatot kapott.
A település 1958-ban, a megyében utolsóként kapott városi rangot; első polgármestere John Butler volt.

## Éghajlat
| Hónap                         | Jan.  | Feb.  | Már.  | Ápr. | Máj. | Jún. | Júl. | Aug. | Szep. | Okt.  | Nov.  | Dec.  | Év    |
| ----------------------------- | ----- | ----- | ----- | ---- | ---- | ---- | ---- | ---- | ----- | ----- | ----- | ----- | ----- |
| Rekord max. hőmérséklet (°C)  | 20,6  | 23,3  | 29,4  | 35,0 | 38,9 | 30,6 | 46,7 | 46,1 | 40,6  | 35,6  | 28,9  | 21,1  | 46,7  |
| Átlagos max. hőmérséklet (°C) | 6,1   | 10,0  | 14,4  | 18,3 | 23,3 | 27,2 | 33,3 | 33,3 | 28,3  | 20,0  | 11,1  | 5,6   | 19,3  |
| Átlaghőmérséklet (°C)         | 0,6   | 3,1   | 6,7   | 10,0 | 14,2 | 17,8 | 22,0 | 21,7 | 17,0  | 13,3  | 4,7   | 0,3   | 11,0  |
| Átlagos min. hőmérséklet (°C) | −5,0  | −3,9  | −1,1  | 1,7  | 5,0  | 8,3  | 10,6 | 10,0 | 5,6   | 0,6   | −1,7  | −5,0  | 2,1   |
| Rekord min. hőmérséklet (°C)  | −32,2 | −29,4 | −12,2 | −8,9 | −5,0 | −1,1 | 1,7  | −0,6 | −5,0  | −16,1 | −26,1 | −31,7 | −32,2 |
| Átl. csapadékmennyiség (mm)   | 35    | 31    | 37    | 37   | 44   | 34   | 15   | 15   | 15    | 27    | 39    | 41    | 370   |
| Forrás: The Weather Channel   |       |       |       |      |      |      |      |      |       |       |       |       |       |

## Népesség

### 2010
A 2010-es népszámláláskor a városnak 160 lakója, 69 háztartása és 49 családja volt. A népsűrűség 213,3 fő/km2. A lakóegységek száma 94, sűrűségük 125,3 db/km2. A lakosok 95%-a fehér,  0,6%-a indián, 2,5%-a ázsiai,   1,9%-a pedig kettő vagy több etnikumú. A spanyol vagy latino származásúak aránya 0,6% (0,6% mexikói,   )
A háztartások 21,7%-ában élt 18 évnél fiatalabb. 58% házas, 10,1% egyedülálló nő, 2,9% egyedülálló férfi, 29% pedig nem család. 24,6% egyedül élt; 8,7%-uk 65 éves vagy idősebb. Egy háztartásban átlagosan 2,22 személy élt; a családok átlagmérete 2,61 fő.
A medián életkor 50,3 év volt. A város lakóinak 19,4%-a 18 évesnél fiatalabb, 6,3% 18 és 24 év közötti, 18,8%-uk 25 és 44 év közötti, 28,2%-uk 45 és 64 év közötti, 27,5%-uk pedig 65 éves vagy idősebb. A lakosok 49,4%-a férfi, 50,6%-a pedig nő.

### 2000
A 2000-es népszámláláskor  a városnak 140 lakója, 67 háztartása és 39 családja volt. A népsűrűség 186,7 fő/km2. A lakóegységek száma 88, sűrűségük 117,3 db/km2. A lakosok 97,86%-a fehér,   0,71%-a ázsiai,   1,43%-a pedig kettő vagy több etnikumú. 
A háztartások 14,9%-ában élt 18 évnél fiatalabb. 55,2% házas, 3% egyedülálló nő; 40,3% pedig nem család. 34,3% egyedül élt; 11,9%-uk 65 éves vagy idősebb. Egy háztartásban átlagosan 2 személy élt; a családok átlagmérete 2,55 fő.
A város lakóinak 18,6%-a 18 évesnél fiatalabb, 3,6% 18 és 24 év közötti, 17,9%-uk 25 és 44 év közötti, 27,1%-uk 45 és 64 év közötti, 32,9%-uk pedig 65 éves vagy idősebb. A medián életkor 51 év volt. Minden 100 nőre 112,1 férfi jut; a 18 évnél idősebb nőknél ez az arány 93,2.
A háztartások medián bevétele 23 250 amerikai dollár, ez az érték családoknál $24 500. A férfiak medián keresete $19 250, míg a nőké $20 000. A város egy főre jutó bevétele (PCI) $14 955. A családok 11,4%-a, a teljes népesség 21%-a élt létminimum alatt; a 18 év alattiaknál ez a szám 43,5%, a 65 évnél idősebbeknél pedig 13,2%.

## Évente megrendezett kulturális események
Az emlékezet napjának hétvégéjén félmaratont és rodeót tartanak; a maraton a közeli Service Creekben kezdődik, és Spray belvárosában ér véget. Három óra múlva kezdődik a rodeófesztivál, amelyet vasárnap a rodeó követ. A gimnáziumi ballagást egy héttel korábban tartják, a tanév pedig az emlékezet napjának hetében ér véget.

## Fordítás
Ez a szócikk részben vagy egészben  a   Spray, Oregon című angol Wikipédia-szócikk ezen változatának fordításán alapul.  Az eredeti cikk szerkesztőit annak laptörténete sorolja fel. Ez a jelzés csupán a megfogalmazás eredetét és a szerzői jogokat jelzi, nem szolgál a cikkben szereplő információk forrásmegjelöléseként.